# أنطوني ووكر (عسكري)
أنطوني ووكر (بالإنجليزية: Anthony Walker)‏ هو عسكري بريطاني، ولد في 16 مايو 1934.